# Sambourg
Sambourg is een gemeente in het Franse departement Yonne (regio Bourgogne-Franche-Comté) en telt 94 inwoners (2009). De plaats maakt deel uit van het arrondissement Avallon.

## Geografie
De oppervlakte van Sambourg bedraagt 12,7 km², de bevolkingsdichtheid is dus 7,4 inwoners per km².
De onderstaande kaart toont de ligging van Sambourg met de belangrijkste infrastructuur en aangrenzende gemeenten.

## Demografie
Onderstaande figuur toont het verloop van het inwonertal (bron: INSEE-tellingen).